# Drmanovići
Drmanovići es un pueblo ubicado en la municipalidad de Nova Varoš, en el distrito de Zlatibor, Serbia.

## Superficie
Posee una superficie de 33,70 kilómetros cuadrados.

## Demografía
Hasta 2011 la población era de 364 habitantes, con una densidad de población de 10,80 habitantes por kilómetro cuadrado.